# Carl Dietrich Harries
Carl Dietrich Harries (5 d'agost de 1866, Luckenwalde, Brandenburg, Prússia - 3 de novembre de 1923, Berlín, Alemanya) fou un químic alemany.

## Biografia
Harries era besnet del teòleg alemany Heinrich Harries. Rebé el seu doctorat el 1892. El 1900, es casà amb el Hertha von Siemens, filla de l'inventor i empressari Werner von Siemens el qual havia inventat un dels primers generadors d'ozó. El 1904, es traslladà com a catedràtic a la Universitat de Kiel, on romangué fins al 1916. Insatisfet de la vida acadèmica i per no haver obtingut un dels dos càrrecs en universitats de major prestigi, deixà la vida acadèmica per esdevenir director d'investigació de Siemens i Halske.

## Obra
Harries es dedicà a l'estudi de l'ozonòlisi. Establí els procediments experimentals per ozonòlisi, demostrà la generalitat de la reacció dels compostos no saturats amb l'ozó, i demostrà que l'ozó pot ser utilitzat per a la síntesi d'una àmplia varietat de compostos. També investigar els polímers i el cautxú. Demostrà que el cautxú consistia en un polímer amb unitats de monòmers que es repetien.